# Бадам (село)
Бада́м (каз. Бадам) — село у складі Ордабасинського району Туркестанської області Казахстану. Адміністративний центр Бадамського сільського округу.
Населення — 9486 осіб (2021; 6709 у 2009, 5012 у 1999, 5305 у 1989).